# Resolució 788 del Consell de Seguretat de les Nacions Unides
La Resolució 788 del Consell de Seguretat de les Nacions Unides, fou adoptada per unanimitat el 19 de novembre de 1992. Després de determinar que el deteriorament de la situació a Libèria constituïa una amenaça per a la pau i la seguretat internacionals, el Consell va imposar un embargament d'armes al país per establir la pau i l'estabilitat.
El Consell va començar encomiar els esforços de la Comunitat Econòmica dels Estats de l'Àfrica Occidental (ECOWAS) i va reafirmar l'Acord de Yamoussoukro IV, signat el 30 d'octubre de 1991 com el millor marc possible per a una resolució pacífica del conflicte liberià. L'acord preveia un govern de transició amb branques legislatives, executius i judicials, a més de permetre que les eleccions presidencials tinguessin lloc dins dels set mesos següents a l'acord signat.
La resolució va condemnar a continuació una violació de l'alto el foc el 28 de novembre de 1990 i els atacs contra el grup de seguiment de l'ECOWAS a Libèria, en què es demana a totes les parts que respectin el dret internacional i implementin els acords pertinents. També va demanar al Secretari General Boutros Boutros-Ghali que enviés un Representant Especial a Libèria per avaluar la situació, informant al Consell amb qualsevol recomanació.
Després, en virtut del Capítol VII de la Carta de les Nacions Unides, el Consell va decidir que tots els Estats immediatament implementessin un embargament general i complet sobre tots els lliuraments d'armes i equip militar a Libèria fins que el Consell de Seguretat decidís el contrari. L'embargament, no obstant això, no s'aplicaria a armes i equipament militar destinat a les forces de pau de l'ECOWAS, i posteriorment va ser violat i agreujà el conflicte. Finalment, el Consell elogia el treball de les organitzacions humanitàries internacionals i dels Estats membres en proporcionar ajuda humanitària a la població.